# Löffingen

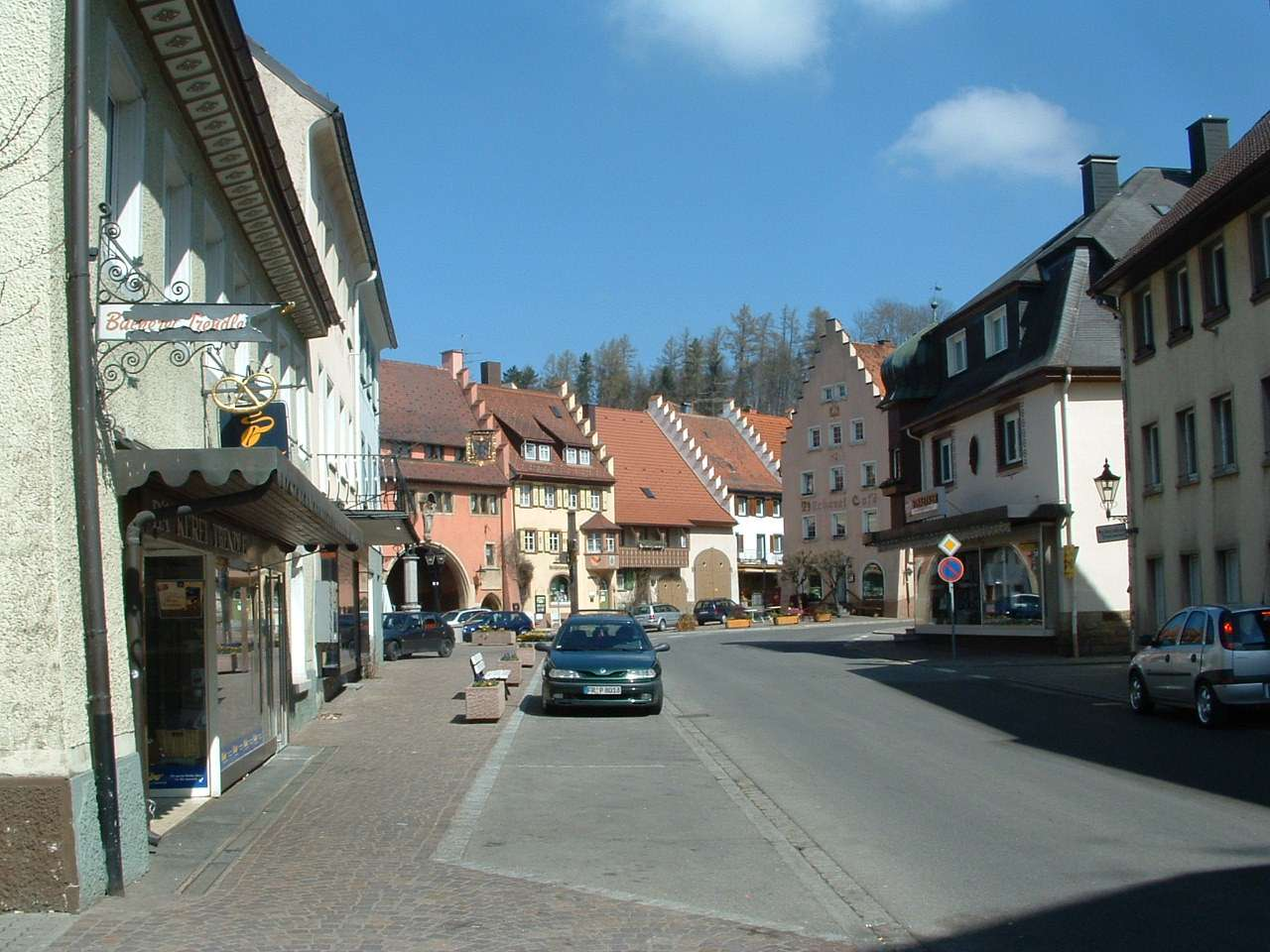
Stare Miasto

Löffingen – miasto w Niemczech, w kraju związkowym Badenia-Wirtembergia, w rejencji Fryburg, w regionie Südlicher Oberrhein, w powiecie Breisgau-Hochschwarzwald, siedziba wspólnoty administracyjnej Löffingen. Leży ok. 15 km od granicy ze Szwajcarią, na wschód od Titisee-Neustadt, przy drodze krajowej B31.

## Dzielnice

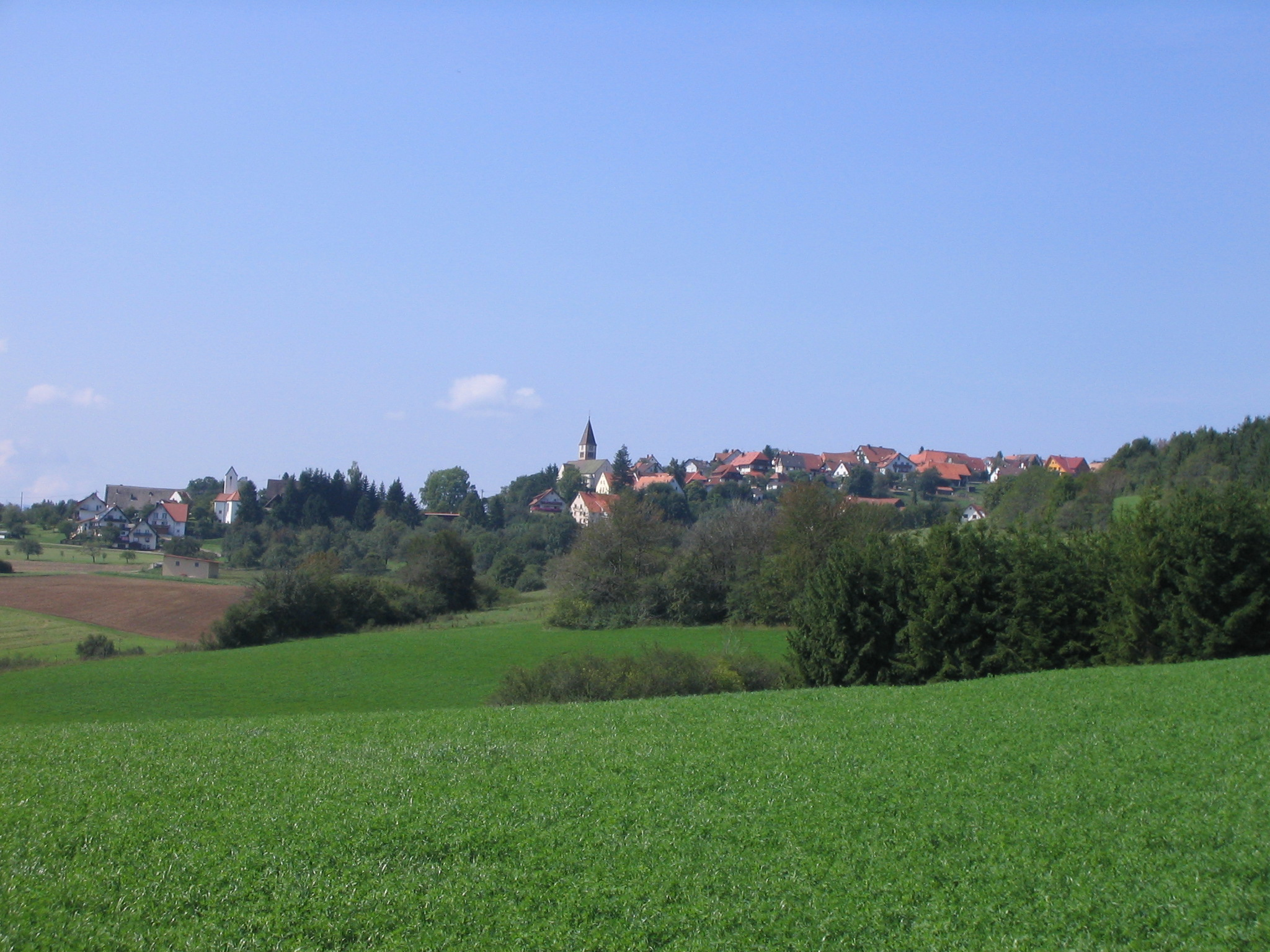
Dzielnica Göschweiler

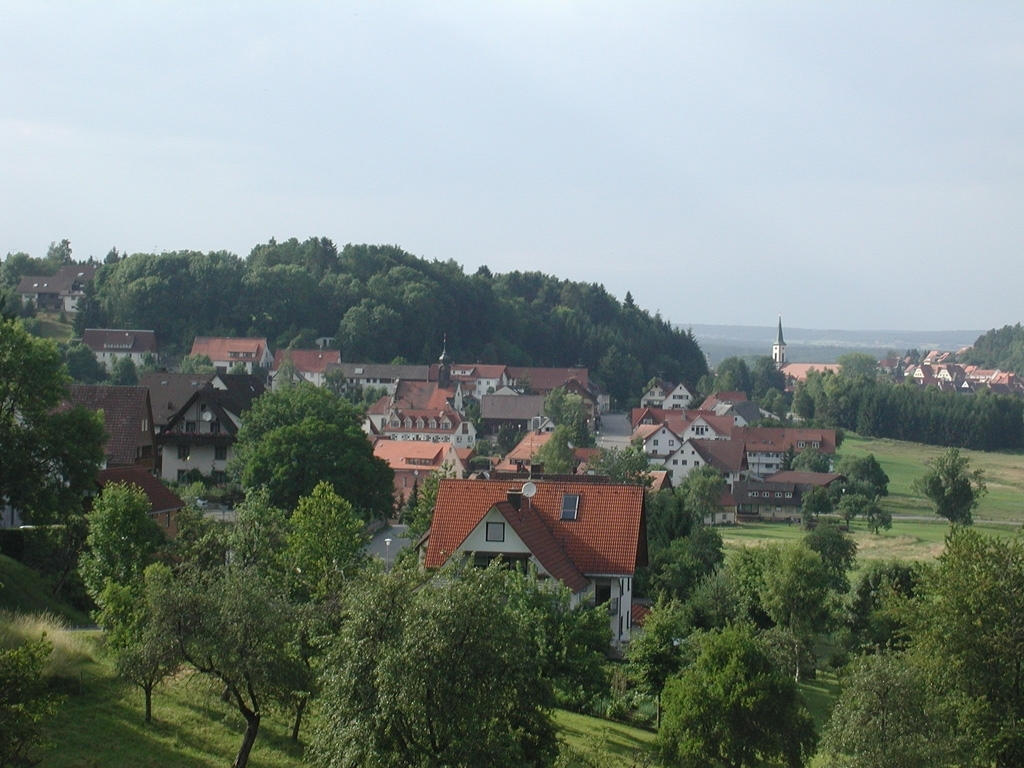
Dzielnica Seppenhofen

- Bachheim
- Dittishausen
- Göschweiler
- Reiselfingen
- Seppenhofen
- Unadingen

## Urodzeni w Löffingen
- Martin Braun, piłkarz, były kapitan SC Freiburg
- Walter von Lucadou, parapsycholog
- Markus Schuler, zawodnik Arminii Bielefeld